# Сура Сад
Сура Сад (араб. سورة ص‎) — тридцять восьма сура Корану. Мекканська, містить 88 аятів. Назва пов'язана з тим, що ця сура починається арабською літерою ص (див. мукката).